# Pseudotrigonidium rasnitsyni
Pseudotrigonidium rasnitsyni is een rechtvleugelig insect uit de familie krekels (Gryllidae). De wetenschappelijke naam van deze soort is voor het eerst geldig gepubliceerd in 1999 door Gorochov.